# Sara Olsvig
Sara Olsvig (Nuuk, 26 september 1978) is een politica uit Groenland en is partijvoorzitster van de linkse partij Inuit Ataqatigiit. Ze zetelt in het parlement van Groenland en zetelde van september 2011 tot september 2013 in het Deense parlement.
Ze behaalde een master in de antropologie aan de universiteit van Kopenhagen.